# Emeri van Donzel
Emericus Joannes van Donzel (Nieuwstadt, 5 juli 1925 − Wassenaar, 29 oktober 2017) was directeur van het Nederlands Instituut voor het Nabije Oosten en hoofdredacteur van de Encyclopaedia of Islam.

## Biografie

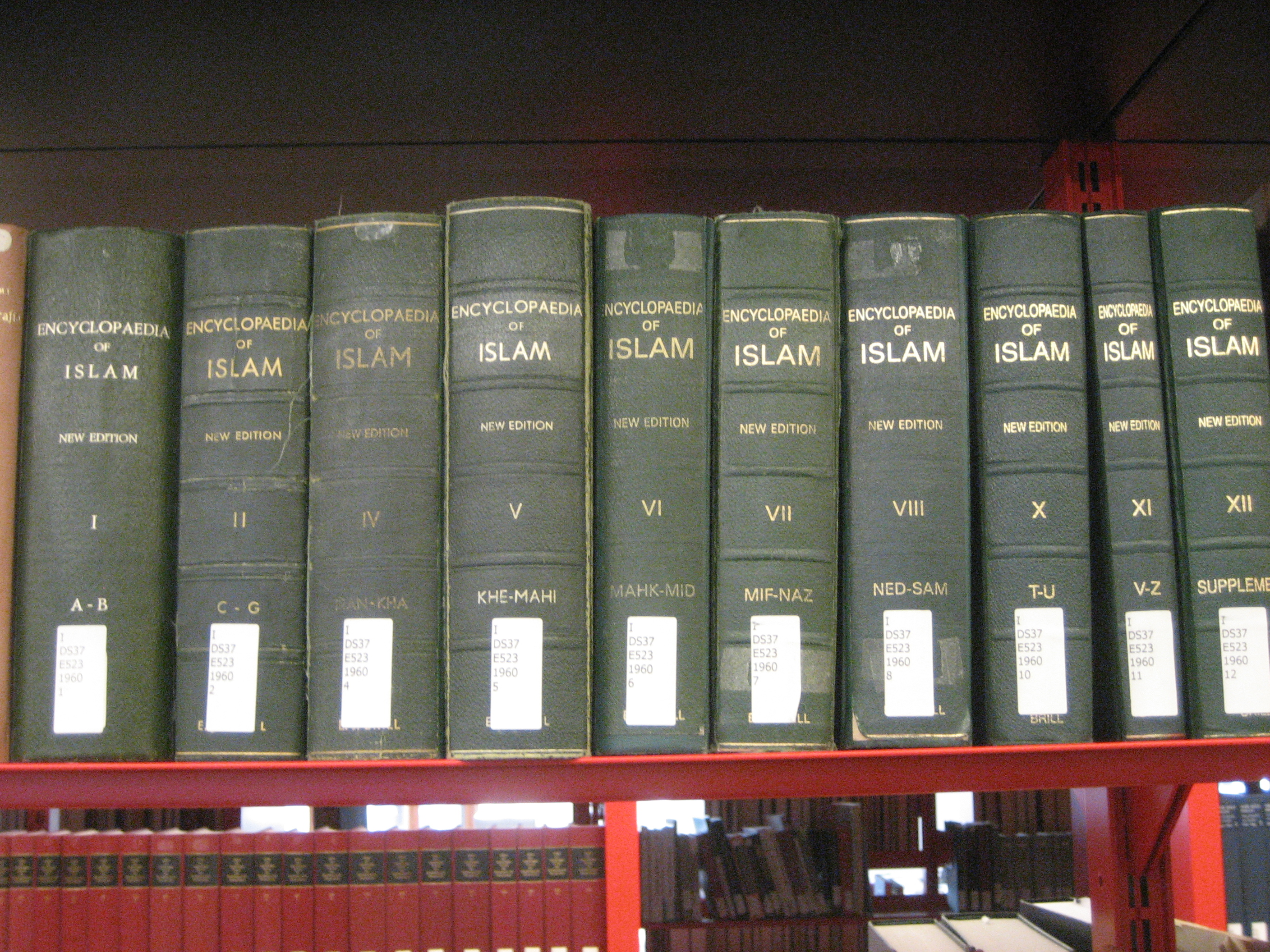
Encyclopaedia of Islam (second edition)

Van Donzel studeerde Indonesische taal- en letterkunde maar stapte later over naar Semitische talen. Na zijn studie trok hij voor de Congregatie der Missie naar Addis Abeba. Hij promoveerde in 1968 op de uitgave Anqasa Amin (La Porte de la Foi), een tekst uit Ethiopië. In 1974 werd hij directeur van het Nederlands Instituut voor het Nabije Oosten (NINO) in Leiden en het dochterinstituut Nederlands Historisch-Archaeologisch Instituut in Istanboel. Tot zijn werkzaamheden behoorde het organiseren van wetenschappelijke congressen waarvan hij vaak de bundels redigeerde. Zijn hoofdwerk was echter eerst redactiesecretaris (vanaf 1971, voor deel 3), daarna hoofdredacteur van de belangrijke Encyclopaedia of Islam (tweede editie) waarvan hij voor de delen 4 tot en met 10 vanaf 1978 hoofdredacteur was. Tussen 1960 en 2009 verschenen er 12 delen, ook aan de twee laatste delen werkte hij mee, tot 2005; in 1994 redigeerde hij een beknopte uitgave ervan: Islamic desk reference. In 2003 ontving hij een eredoctoraat van de Universiteit Hamburg. Voor zijn werk aan de encyclopedie ontving hij in 2006 de Akademiepenning.
Van Donzel was voorzitter van het Oosters Instituut (een stichting opgericht door Christiaan Snouck Hurgronje voor de bevordering van de "Oosterse studiën"), dat bij de Universiteit Leiden een bijzondere leerstoel voor Perzische taal en cultuur instelde. Hij was ook de initiator van de bijzondere leerstoel voor Zuid-Semitische talen en Berber aan die universiteit.
Dr. dr. E.J. van Donzel was Officier in de Orde van Oranje-Nassau en overleed in zijn woonplaats Wassenaar op 92-jarige leeftijd.

## Bezorgingen/vertalingen
- Foreign relations of Ethiopia, 1642-1700. Documents relating to the journeys of Khodja Murad. Istanbul, 1979.
- A Yemenite embassy to Ethiopia, 1647-1649: al-Ḥaymī's Sīrat al-Ḥabas̱ẖa. Stuttgart, 1986.
- Sayyida Salme/Emily Ruete, An Arabian princess between two worlds. Memoirs, Letters home, Sequels to my memoirs, Syrian customs and usages. Leiden [etc.], 1993.